# Kawasaki C-2
Kawasaki C-2 — двухмоторный военно-транспортный самолёт, разработанный фирмой Kawasaki для Воздушных сил самообороны Японии. С-2 должен заменить в Японских ВВС такие самолёты, как Kawasaki C-1 и C-130 Геркулес. В июне 2016 года самолет C-2 официально поступил на вооружение Воздушных сил самообороны Японии (JASDF). При создании самолёт также был ориентирован на экспорт в такие страны, например, как Новая Зеландия и Объединенные Арабские Эмираты.

## Разработка и производство

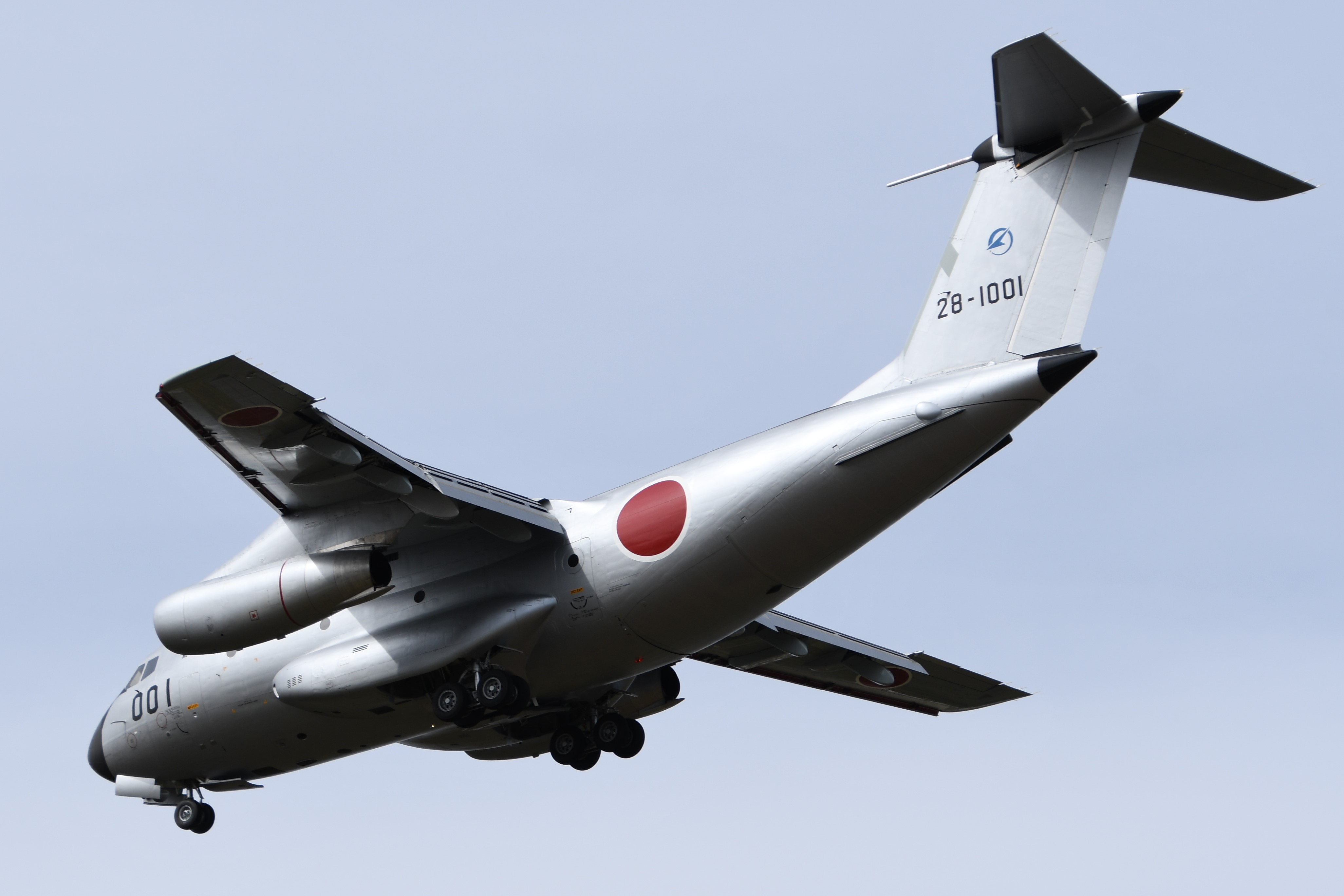
Предшественником C-2 был разработанный в 70-е годы Kawasaki C-1

После изучения иностранных военно-транспортных самолетов, таких как Lockheed Martin C-130J Super Hercules, C-17 Globemaster III и Airbus A400M, в Министерстве обороны Японии пришли к выводу, что ни один из зарубежных военно-транспортных самолётов не удовлетворяет требованиям предъявляемым командованием ВВС к данному типу летательных аппаратов. В начале 90-х годов Министерство обороны определилось с планами по созданию транспортного самолета собственной разработки и производства. В 1995 году компания Kawasaki обратилась в Японское оборонное агентство (JDA) с просьбой выделить финансирование на разработку транспортного самолета C-X отечественного производства. В 2000 году оборонное ведомство сформировало свои требования к новому военно-транспортному самолету. Первоначальные тактико-технические характеристики предлагаемого проекта включали в себя то, что самолет будет оснащен турбовентиляторными двигателями, будет обладать дальностью полета, достаточной для достижения Гавайев из Японии, и будет нести вдвое большую полезную нагрузку, чем C-130 Hercules.
Формально работы по обоим проектам были начаты в 2001 году согласно требованиям японских воздушных и морских Сил самообороны (JASDF и JMSDF). C-X проектировался по заказу JASDF как замена Kawasaki C-1A и Lockheed C-130, а P-X - для замены береговых патрульных самолётов Lockheed P-3 Orion. В декабре 2001 года было объявлено, что компания Kawasaki Aerospace Company, аэрокосмическое подразделение Kawasaki Heavy Industries, была выбрана Министерством обороны Японии в качестве генерального подрядчика по разработке проектов C-X и P-X.
В качестве меры экономии средств основные части планера и компоненты систем C-X и P-X (ставшего в последствии Kawasaki P-1) были общими для двух самолетов.  Хотя облик самолетов сильно отличается, их конструкция в значительной степени унифицирована, в частности, идентичны структура фюзеляжа и общие самолетные системы. Крылья установлены под разными углами атаки, есть отличие в поперечном сечении крыла, различаются механизация крыльев и крепление мотогондол силовых установок. Общие компоненты включают окна кабины, горизонтальный стабилизатор и другие системы самолёта. Внутренние общие детали включают вспомогательную силовую установку, панели управления в кабине пилотов, компьютер системы управления полетом и блок управления шасси самолёта. По состоянию на 2007 год общая стоимость разработки двух самолетов составила 345 млрд иен (что эквивалентно 360,07 млрд иен или 3,3 млрд долларов США в 2019 году), что является довольно низкой суммой по сравнению с другими программами, например, контракт на разработку Boeing P-8 Poseidon в 2004 году составил 3,89 млрд долларов США.

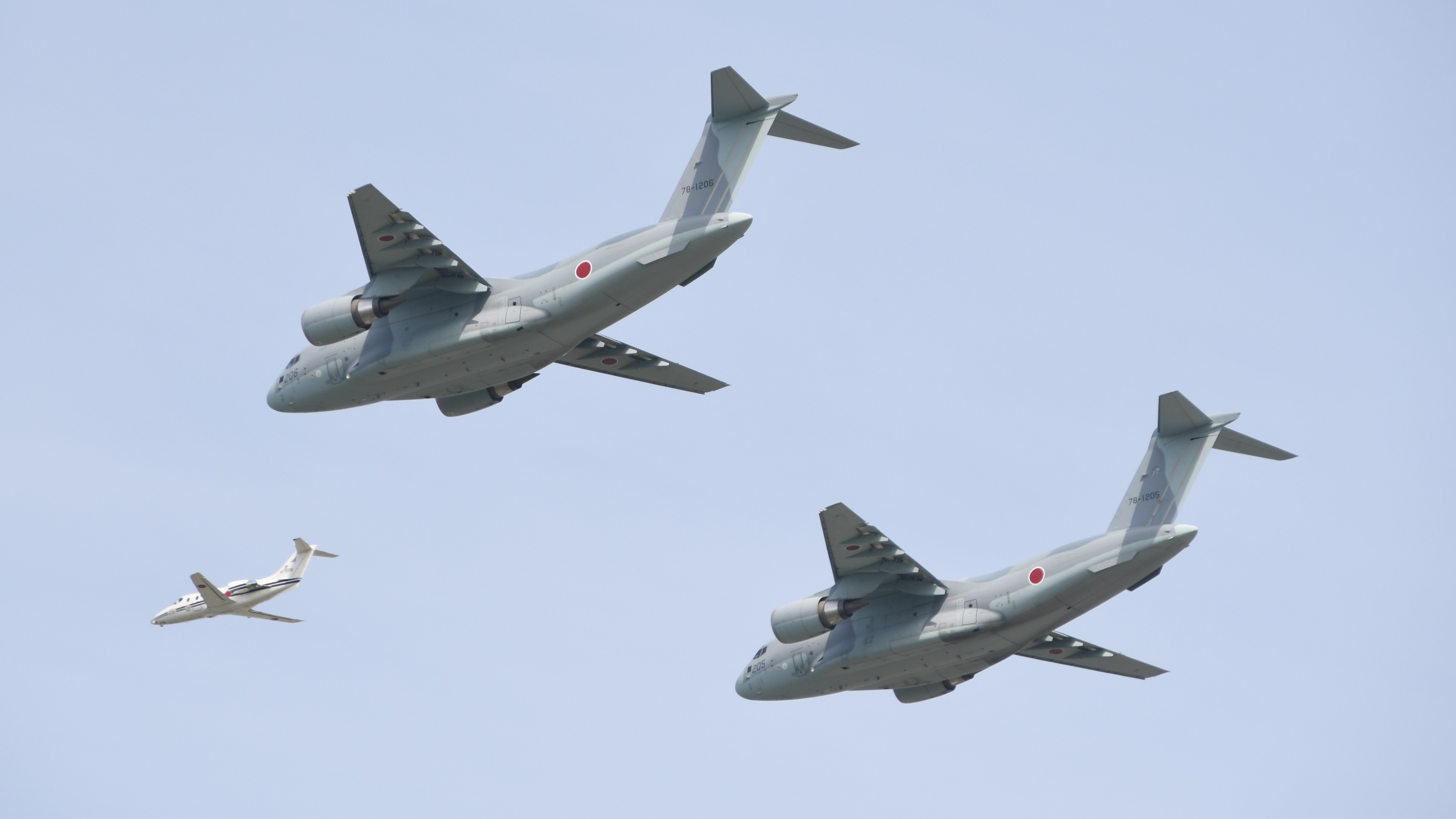
2 самолёта Kawasaki C-2 в сопровождении учебно-тренировочного самолёта T-400 Воздушных сил самообороны Японии

Для C-X рассматривалось несколько силовых установок, включая Rolls-Royce Trent 800, General Electric CF6-80C2L1F и Pratt & Whitney PW4000. В мае 2003 года компания Ishikawajima-Harima Heavy Industries (IHI) объявила о своей поддержке двигателя CF6-80C2L1F компании General Electric, заключив соглашение о локальном производстве этой силовой установки. В том же году для самолёта был окончательно выбран двигатель CF6-80C2L1F. В августе 2003 года было объявлено, что проект C-X прошел предварительное одобрение Японского оборонного агентства, что позволило приступить к производству прототипа.
Во время постройки первого прототипа была обнаружена проблема с некоторыми из заклепок американского производства, из-за чего выпуск патрульного морского самолёта P-X (в настоящее время P-1) был отложен до 4 июля 2007 года. Во время проведения комплексных испытаний была обнаружена деформация горизонтального стабилизатора на самолёте прототипе, а также трещины в конструкции цапфы шасси  и некоторых частях фюзеляжа, и как сообщалось, проблема трещин была труднорешаемой. Программа C-X была втянута в долгосрочный скандал, когда японская прокуратура выдвинула обвинения в том, что при покупке пяти двигателей General Electric CF6-80C2, используемых для предсерийного, имели место коррупционные схемы.

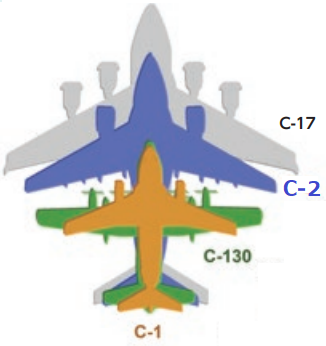
Сравнение размеров C-2 с Kawasaki C-1, Lockheed C-130 Hercules, Boeing C-17 Globemaster III

По данным газеты Chunichi Shimbun, в 2008 году стоимость C-2 оценивалась примерно в 10 миллиардов иен (что эквивалентно 10,29 миллиардам иен или 94,43 миллионам долларов США в 2019 году). Отсрочка программы F-X и необходимость увеличения финансирования программы модернизации парка истребителей F-15J привели к  годовой задержке в программе C-X. В 2014 году начало производства самолета снова было задержано после обнаружения случаев отказа грузовой рампы во время испытаний под давлением. Задержка увеличила стоимость программы на 40 млрд йен (что эквивалентно 41,79 млрд йен или 383,35 млн долларов США в 2019 году) до 260 млрд йен в дополнение к другим задержкам производственной программы. В марте 2016 года сообщалось, что программа C-2 столкнулась с задержкой на пять лет от установленного первоначального графика из-за технических проблем, а расходы на разработку тогда оценивались в 264,3 млрд иен, что на 80 млрд иен больше первоначально прогнозировавшегося бюджета. 27 марта 2017 года Министерство обороны Японии объявило о завершении разработки самолёта C-2.
Фирма Kawasaki также изучала возможность разработки гражданской версии C-2 с целью продавать такой вариант самолёта коммерческим операторам. В этом варианте, предварительно обозначенном как YC-X, предполагается небольшая модификация C-2 с предполагаемой полезной нагрузкой, увеличенной с 26 тонн у базового варианта до 37 тонн. Однако, в 2007 году было заявлено, что разработка гражданской модификации C-2 имеет меньший приоритет по сравнению с завершением работ над военно-транспортным самолетом. В конце 2012 года компания Kawasaki консультировала потенциальных заказчиков по вопросу использования YC-X для перевозки негабаритных грузов. На основе отзывов потенциальных клиентов компания Kawasaki спрогнозировала предполагаемый спрос на 100 грузовых судов, способных перевозить крупногабаритные грузы, в период с 2020 по 2030 год.
20 марта 2023 года представители Kawasaki заявили, что они изучают возможность снижения себестоимости производства C-2, на чём ранее настаивали как Министерство обороны, так и  потенциальные экспортные заказчики.

## Конструкция

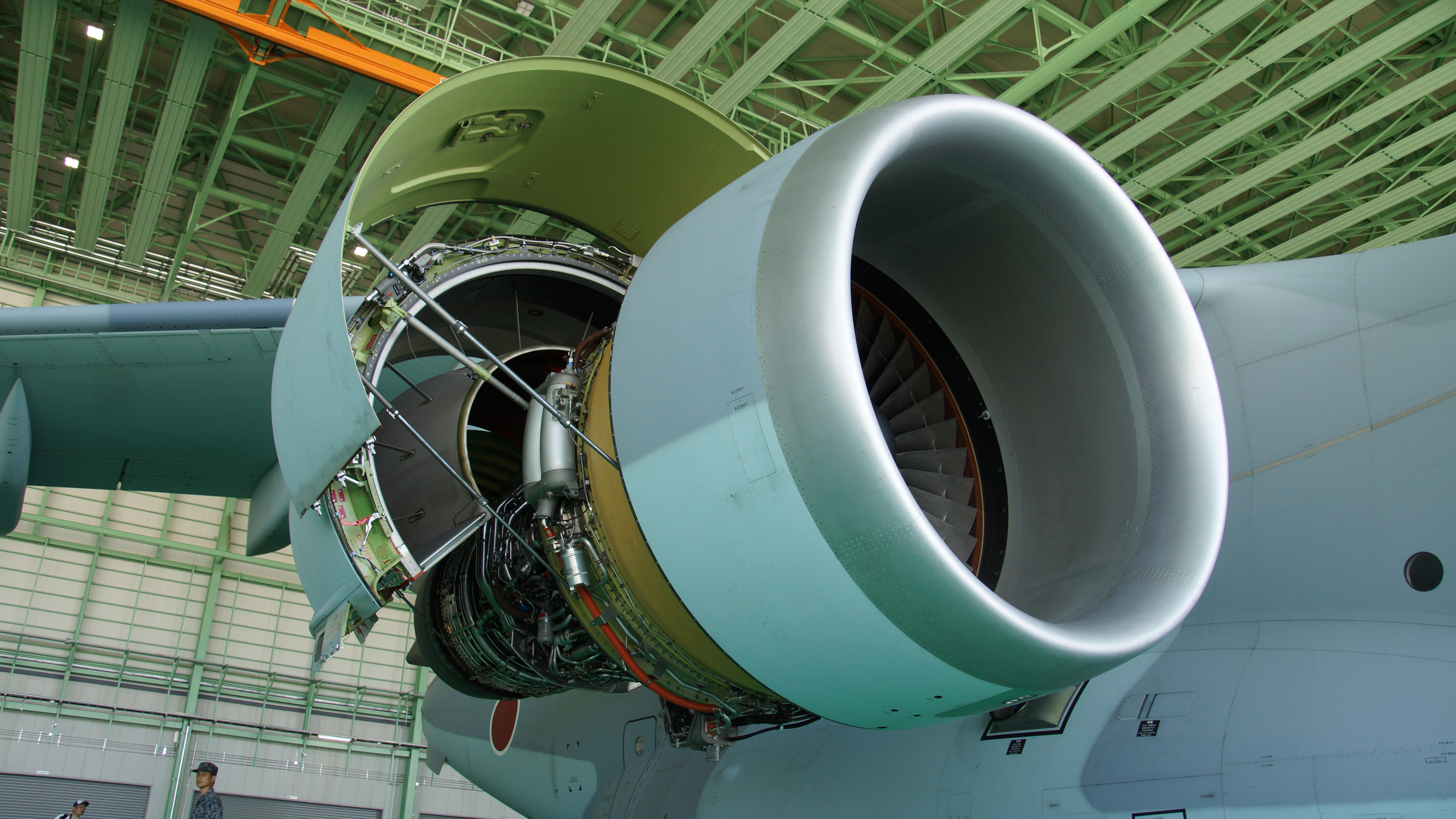
Один из двигателей General Electric CF6-80C2K стоящих на Kawasaki C-2

Kawasaki C-2 — тактический транспортной самолет традиционной компоновки с максимальной взлетной массой порядка 120 тонн, способный перевозить груз массой 26 - 37,6 тонн. Это высокоплан с полностью герметичной грузовой кабиной, оснащенной хвостовой рампой. По сравнению со старым C-1, которому он пришёл на замену, C-2 может нести полезную нагрузку в четыре раза тяжелее, например, батарею зенитно-ракетного комплекса MIM-104 Patriot или вертолеты Mitsubishi H-60 (версия Sikorsky UH-60 для Сил самообороны Японии), и обладает в шесть раз большей дальностью полета.
C-2 разрабатывается с учетом следующих требований Министерства обороны: минимальная полезная нагрузка должна составлять 26 тонн, максимальная взлётная масса — 120 метрических тонн, возможность взлета/посадки на коротких взлетно-посадочных полосах (требование: 500 м, почти как у C-1), максимальная полезная нагрузка 37 600 кг при взлете с взлетно-посадочной полосы длиной 2300 м при взлётной массе в 141 тонну и возможность осуществлять магистральные перелёты с крейсерской скоростью 959 км/ч. В частности, из-за не соблюдения последнего требования Японским оборонным агентством был исключён из списка кандидатов американский военно-транспортный самолёт C-17 Globemaster III.
Силовая установка самолёта состоит из двух турбореактивных двигателей General Electric CF6-80C2K с тягой 27 098 кг/с каждый. Несмотря на то, что фюзеляж самолета C-2 состоит во многом из тех же элементов, что и Kawasaki P-1, фюзеляж C-2 значительно больше и объемней, что позволяет иметь большую внутреннюю грузовую палубу, оснащенную автоматизированной системой погрузки/разгрузки для снижения нагрузки на обслуживающий персонал и наземное оборудование аэродромов.Передняя часть фюзеляжа и горизонтальный стабилизатор изготовлены из композитного материала собственной разработки KMS6115. Тактическая система управления полетом и дисплей проецирующийся на лобовом стекле установлены для снижения рисков, связанных с полетом на малых высотах или в гористой местности. Установлена цифровая система управления полетом, а приборное оборудование выполнено по принципу "стеклянной кабины".

## История службы

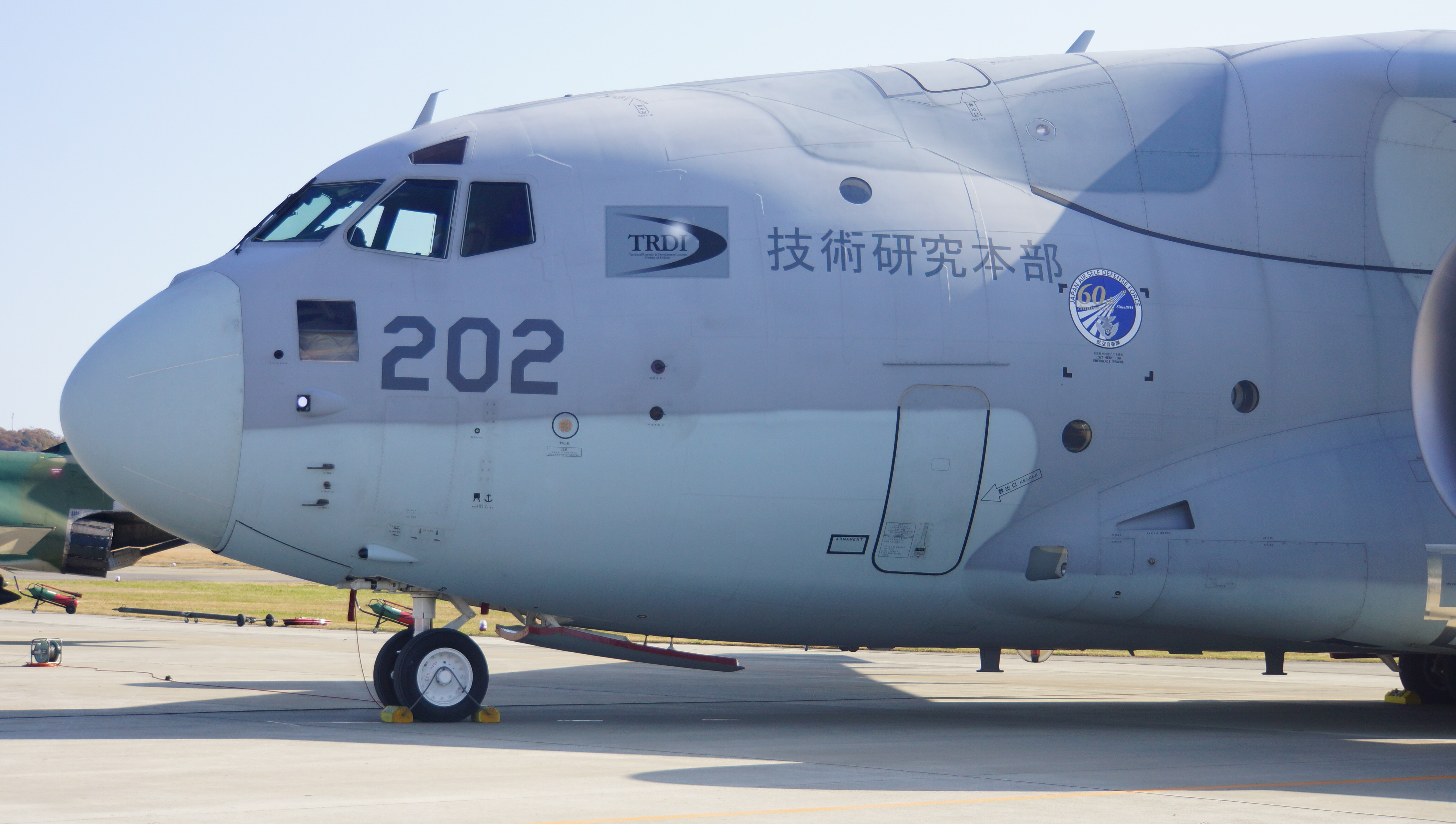
Второй лётный прототип C-2 на авиабазе Гифу в 2014 году

26 января 2010 года состоялся первый полет XC-2 с лётного испытательного центра на аэродроме Гифу, региона Тюбу. Сообщалось, этот первый полет прошел без происшествий. Перед первым полетом самолет был окончательно переименован в C-2. 30 марта 2010 года первый самолет был передан Министерству обороны Японии.
24 февраля 2016 года первый лётный прототип с бортовым номером «08-1201» прошел процедуру замены некоторых узлов фюзеляжа, а второй лётный прототип с бортовым номером «18-1202» прошел аналогичную процедуру в мае того же года. В марте 2016 года Силы самообороны Японии объявили, что транспортный самолет C-2 официально поступил на вооружение. 30 июня 2016 года первый серийный самолёт с бортовым номером «68-1203» был в лётно-испытательный центр на аэродроме Гифу. 20 октября 2016 года состоялся первый полет второго серийного самолёта с бортовым номером «68-1204». 28 марта 2017 года первые три самолета C-2 были отправлены в 403-ю тактическую транспортную авиаэскадрилью на авиабазе Михо. В ноябре 2017 года самолеты С-2 впервые были развернуты на базе Сил самообороны Японии в Джибути. В последствии, в апреле 2023 года два C-2, вылетевшие из Джибути приняли участие в эвакуации граждан Японии из Судана. 23 августа 2021 года по просьбе Соединенных Штатов Совет национальной безопасности Японии направил один самолёт C-2 с авиабазы Ирума для оказания помощи в организации воздушной эвакуации из Афганистана в 2021 году после падения Кабула.
Второй лётный прототип с бортовым номером «18-1202» в феврале 2018 года был переоборудован в самолёт радиоэлектронной разведки под наименованием RC-2. В октябре 2020 года Силы самообороны Японии ввели в эксплуатацию на авиабазе Ирума самолеты радиоэлектронной разведки (ELINT) RC-2, некоторые из которых заменят самолеты NAMC YS-11EB для выполнения задач радиоэлектронной борьбы.

## Экспортный потенциал
Фирма Kawasaki стремится продавать C-2 не только на внутреннем рынке, но и зарубежным клиентам. Что касается стратегических дальнемагистральных воздушных перевозок, то C-2 является одним из немногих самолетов, находящихся в производстве во втором десятилетии 21-го века, которые могут выполнять эту роль, к другим можно отнести европейский Airbus A400M Atlas и российский Ил-76, поэтому у него мало конкурентов на мировом рынке. В ответ на планы японского правительства по сокращению исторически сложившихся после Второй мировой войны ограничений на экспорт оборонной продукции, компания Kawasaki начиная с 2015 года начала активно продвигать C-2 среди иностранных заказчиков.
В ноябре 2017 года C-2 был представлен на авиасалоне в Дубае. В июле 2018 он появился на международном авиационном показе Royal International Air Tattoo. В феврале 2019 года C-2 появился на международном авиашоу в Австралии и был представлен Королевским военно-воздушным силам Новой Зеландии для программы Future Air Mobility Capability (Будущие возможности воздушной мобильности), по которой предусматривалась замена флота устаревших самолетов C-130H Новой Зеландии. Но уже в июне 2019 года стало известно что Королевские военно-воздушные силы Новой Зеландии выбрали Lockheed Martin C-130J Super Hercules для замены своего флота старых «Геркулесов». 18 ноября 2021 года на авиасалоне в Дубае самолет C-2 был представлен заинтересованным странам, включая представителей ВВС ОАЭ.

## Операторы
Япония

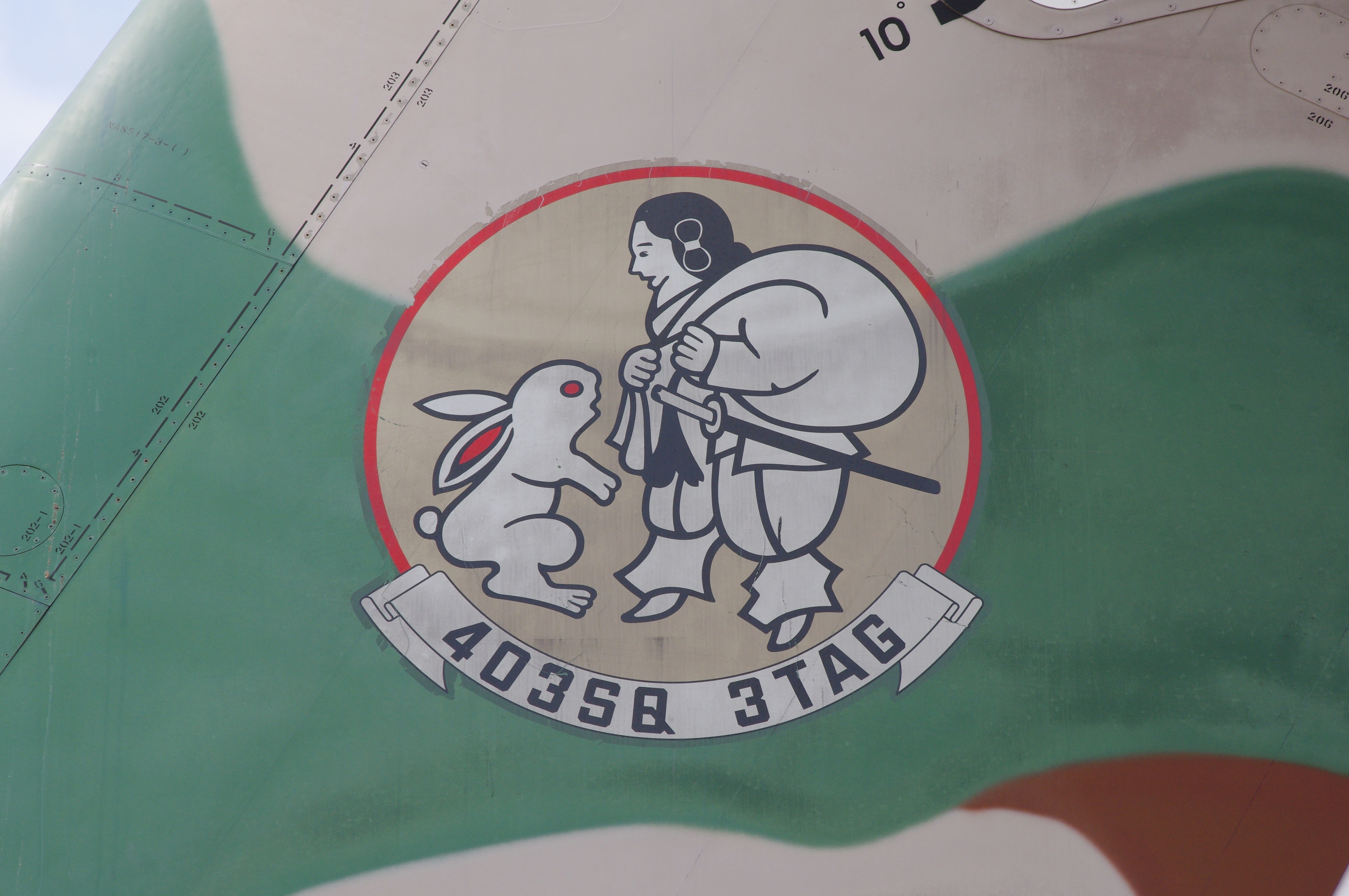
Эмблема 403-й тактической военно-транспортной эскадрильи, в которой несут службу самолёты C-2

- Воздушные силы самообороны Японии — к марту 2022 года в составе Воздушных сил самообороны было 14 единиц C-2[40].
  - Крыло авиационных разработок и испытаний (Air Development and Test Wing (JASDF)[англ.]) (2010 - по настоящее время)
  - 3-е тактическое военно-транспортное крыло (3rd Tactical Airlift Wing[англ.]) 
    - 403-я тактическая военно-транспортная эскадрилья (403rd Tactical Airlift Squadron[англ.]) (2017 - по настоящее время)

  - 2-е тактическое военно-транспортное крыло (2nd Tactical Airlift Wing[англ.])
    - 402-я тактическая военно-транспортная эскадрилья (402nd Tactical Airlift Squadron[англ.]) (2021 - по настоящее время)

## Происшествия и инциденты
- 9 июня 2017 года самолёт C-2 из состава 403-й тактической военно-транспортной эскадрильи выруливал для имитации взлета на взлетно-посадочной полосе 25 авиабазы Михо, когда рулевой механизм и тормоза вышли из строя. C-2 проскользил по взлетно-посадочной полосе и застрял в траве рядом с рулёжными дорожками. Взлетно-посадочная полоса была закрыта на 3 часа, что привело к отмене трех коммерческих рейсов. Из шести человек находившихся на борту никто не пострадал[41].
- 11 апреля 2024 года самолёт C-2 Воздушных сил самообороны Японии, базирующийся на аэродроме Гифу, был обнаружен с потерей 29 болтов (диаметром 1,5 см и весом от 1,2 до 2,2 грамма) и 24 шайб (диаметром 1,6 см и весом 0,6 грамма). Предполагается, что военно-транспортный самолет потерял эти детали в какой-то момент полета между 2 и 11 апреля 2024 года над префектурами Гифу и Айти. О повреждениях и пострадавших на земле не сообщалось[42].

## Тактико-технические характеристики
Технические характеристики
- Экипаж: 3 человека
- Грузоподъёмность: 37 600 кг
- Длина: 43,9 м
- Размах крыла: 44,4 м
- Высота: 14,2 м
- Масса пустого: 60 800 кг

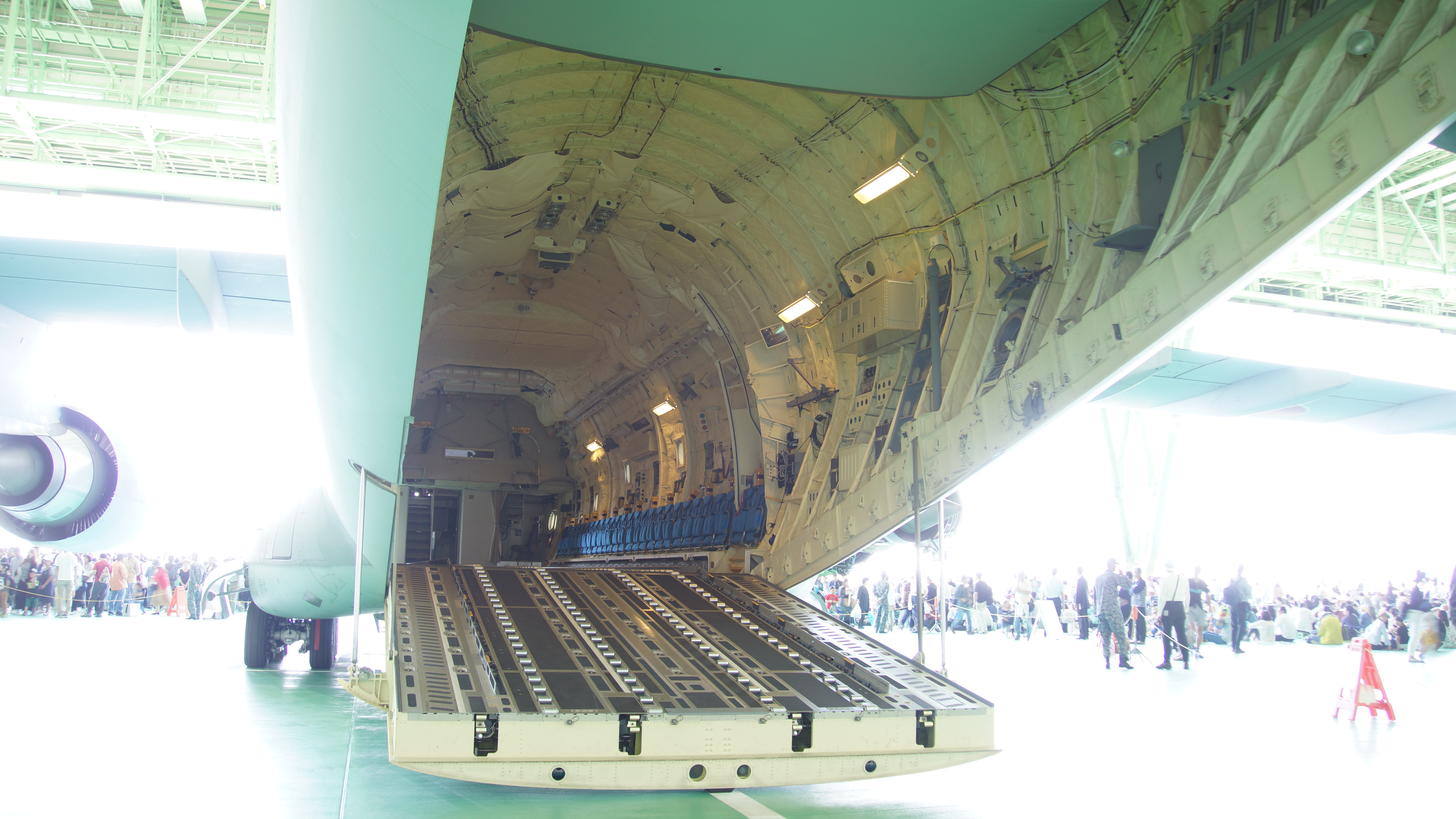
Вид грузовой кабины самолёта Kawasaki C-2

- Максимальная взлётная масса: 141 400 кг
- Объём топливных баков: 15 200 л
- Масса топлива во внутренних баках: 45200 кг
- Силовая установка: 2 × ТРДД GE CF6-80C2K1F
- Тяга: 2 × 266 кН

Лётные характеристики
- Крейсерская скорость':' 890 км/ч
- Практическая дальность: 6500 км при 12 тонн загрузки
- Перегоночная дальность: 10 000 км
- Практический потолок: 12 200 м

## Сравнение с аналогами
| Страна и фирма | Название год полёта, построено (заказ) | Эки- паж Кре- сел | ⌀диаметр длина× размах× высота | Груз. кабина: объём =длина+рампа×ширина×высота | Массы самолёта, т: + наибольшая − пустого × наибольшая∕пустого % ∕ груз∕пустого % | Массы самолёта, т: + наибольшая − пустого × наибольшая∕пустого % ∕ груз∕пустого % | Массы самолёта, т: + наибольшая − пустого × наибольшая∕пустого % ∕ груз∕пустого % | Тяговоору- жённость (в)интовой (р)еактивный | Ско- рость (высота, км) | Дальн. / груз                  | Наим. разбег |
|                | штук                                   | чел.              | м                              | м                                              | пуст.                                                                             | наиб.                                                                             | груз                                                                              |                                             | км/ч                    | км/т                           | м            |
| -------------- | -------------------------------------- | ----------------- | ------------------------------ | ---------------------------------------------- | --------------------------------------------------------------------------------- | --------------------------------------------------------------------------------- | --------------------------------------------------------------------------------- | ------------------------------------------- | ----------------------- | ------------------------------ | ------------ |
| Ильюшин        | Ил-276 2023?, 0                        | 3 (2) 70          | ⌀ 4.8 33.2× 30.1× 10           | 162.5 м³ = 13.85× 3.45×3.4                     | —                                                                                 | 72                                                                                | 20                                                                                | 0.44 кгс/кг р 2×16000 кгс ПС-90А-76         | 800                     | 7300/0 6000/4.5 3250/20        | 1530         |
| Антонов        | Ан-178 2015, 0 (0)                     | 3 90              | ⌀ 3.9 32.95× 28.84× 10.14      | 101.3 м³ = 13.4+3.25× 2.75×2.75                | —                                                                                 | 48.5                                                                              | 18                                                                                | 0.35 кгс/кг р 2×8400 кгс Д-436-148ФМ        | 780? (12)               | 5500/0 4700/5 1000/18          | 2500         |
| Embraer        | C-390 2015, 7 (28 + 2 + 5)             | 2 80              | 33.43× 33.94× 11.43            | 188.3 м³ = 18.5× 2.95×3.45                     | 35? +39.4                                                                         | 74.4 ×213%                                                                        | 27 ∕ 77%                                                                          | 0.38 кгс/кг р 2×14210 кгс V2500-E5          | 850                     | 6200/0 4800/13 2600/27         | —            |
| Ильюшин        | Ил-76МД-90А 2012, 5 (39)               | 5 145             | ⌀ 4.8 46.6× 50.5× 14.7         | 234.6 м³ = 20+4.54× 3.46×3.4                   | 88.5 +121.5                                                                       | 210 ×237%                                                                         | 60 ∕ 68%                                                                          | 0.30 кгс/кг р 4×16000 кгс ПС-90А-76         | 850 (12)                | 9700/0 8500/20 6500/40 4000/60 | 2150         |
| Сиань          | Y-20 2013, 8 (40+)                     | 3                 | 47× 45× 15                     | 320 м³ = 20× 4×4                               | 100 +120                                                                          | 220 ×220%                                                                         | 66 ∕ 66%                                                                          | 0.22 кгс/кг р 4×12000 кгс Д-30КП-2          | 930 (12)                | 10000/0 7800/40 4500/66        | —            |
| Kawasaki       | C-2 2010, 13 (40)                      | 3 120             | 43.9× 44.4× 14.2               | 251.2 м³ = 15.7+5.5× 4×4                       | 60.8 +80.2                                                                        | 141 ×232%                                                                         | 36 ∕ 59%                                                                          | 0.38 кгс/кг р 2×27100 кгс CF6-80C2K1F       | 890 (12)                | 9800/0 7600/20 5700/30 4500/36 | 500          |
| Airbus         | A400M 2009, 99 (174)                   | 3 (4) 120         | 45.1× 42.4× 14.7               | 272.7 м³ = 17.71+5.4× 4×3.85                   | 76.5 +64.5                                                                        | 141 ×184%                                                                         | 37 ∕ 39%                                                                          | 0.23 кВт/кг в 4×8200 кВт P400D6             | 560 (9)                 | 8700/0 6400/20 4500/30 3300/37 | 900          |
| Lockheed       | C-130J-30 1996, 400+                   | 3 (6) 128         | ⌀ 4.83 34.37× 40.38× 11.84     | 140.9 м³ = 16.8+3× 3.05×2.75                   | 39.77 +39.63                                                                      | 79.4 ×200%                                                                        | 21.5 ∕ 54%                                                                        | 0.17 кВт/кг в 4×3458 кВт AE2100D3           | 660 (6.7)               | 6500/0 4425/18                 | 950          |
| Boeing         | C-17 1991, 279 (нет)                   | 3 (4) 114         | ⌀ 6.86 53.04× 51.74× 16.8      | 432.9 м³ = 19.91+5.94× 5.49×3.96               | 128.1 +137.3                                                                      | 265.4 ×207%                                                                       | 77.5 ∕ 60%                                                                        | 0.28 кгс/кг р 4×18340 кгс F117-PW-100       | 830 (9)                 | 9800/0 4630/72                 | 914          |